# Забелина, Александра Ивановна
Александра Ивановна Забелина (11 марта 1937, Москва — 27 марта 2022) — советская фехтовальщица на рапирах, трёхкратная олимпийская чемпионка, девятикратная чемпионка мира. Первая советская спортсменка, ставшая чемпионкой мира в личном первенстве, 23-кратная чемпионка СССР.
Заслуженный мастер спорта СССР (1960).

## Биография
Начинала заниматься гимнастикой, но, получив травму, была вынуждена оставить этот вид спорта. Тогда в 1951 году соседский мальчик позвал её с собой в секцию фехтования. Выступала за «Динамо» Москва. Одним из тренеров по фехтованию у спортсменки был Лев Сайчук. Мастер спорта СССР (1957).
Чемпионка мира в личных (1957, 1967) и командных (1956—1971) соревнованиях.
Заслуженный тренер РСФСР (1986)[уточнить]. Подготовила олимпийскую чемпионку Марию Мазину.
Скончалась 27 марта 2022 года на 86-м году жизни. Похоронена на Хованском кладбище (Центральная терр., уч. 102).

## Награды
- Медаль «За трудовое отличие» (16.09.1960) — за успешные выступления в XVII летних и VIII зимних Олимпийских играх 1960 года, а также за выдающиеся спортивные достижения[10]
- Почётная грамота Президиума Верховного совета Российской Федерации (26.04.1993) — за долголетнюю плодотворную работу, большие личные заслуги в развитии физической культуры и спорта в Российской Федерации и в связи с 70-летием со дня образования первого в России физкультурно — спортивного общества «Динамо»[11]